# Macrostemum loriai
Macrostemum loriai är en nattsländeart som först beskrevs av Navás 1930.  Macrostemum loriai ingår i släktet Macrostemum och familjen ryssjenattsländor. Inga underarter finns listade i Catalogue of Life.